# Liland (Evenes)
Liland (nordsamisch: Lidaláddi) ist ein Ort in der Kommune Evenes (Sami Evenášši) in der Provinz Nordland in Nordnorwegen. Dort leben 319 Einwohner (Stand: 1. Januar 2024).

## Geographie
Der Ort liegt gegenüber der Insel Skogøya am Ausgang des Øysunds in den Ofotfjord bzw. am  Südwestende der Bogenbucht, einer nördlichen Ausbuchtung des Ofotfjords, etwa 15 km (Luftlinie) westlich von Narvik und 7 km südwestlich des Ortes Bogen, dem Verwaltungszentrum der Gemeinde Evenes.

## Verkehr
Der Fylkesvei (Provinzstraße) Fv721, zweigt etwa 3 km nördlich von Liland von der Europastraße 10, die in diesem Abschnitt von Narvik zum Flughafen Harstad/Narvik (norw. „Harstad/Narvik lufthavn, Evenes“) führt, nach Süden ab und verläuft entlang der Westküste der Bogenbucht durch Liland und dann weiter westwärts entlang des Nordufers des Ofotfjords nach Evenes und Tårstad. Zum Flughafen Harstad/Narvik sind es daher nur etwa 10 Minuten Fahrzeit. Die Städte Narvik und Harstad sind jeweils in weniger als einer Stunde zu erreichen.

## Wirtschaft
Liland war früher ein wichtiger Handelsplatz, kommerzielles Zentrum der gesamten Ofotfjord-Region, bis es zu Beginn des 20. Jahrhunderts von Narvik abgelöst wurde, und bis zur Gemeindeneuordnung von 1884 auch das Verwaltungszentrum der damaligen Gemeinde Ofoten. Es hatte wichtige Dienstleistungsfunktionen wie Polizeistation, Postamt, Schiffsfrachtbüro sowie eine Anzahl von Kaufläden, Schiffsanlegern und Lagerhäusern. Der Ort ist heute eher auf Fremdenverkehr eingestellt.

## Persönlichkeiten
- Aron Arctander (1745–1825), Polarforscher